# Winter Circle
Winter Circle е втори демо албум на Forest Silence, издаден през 2000 година.

## Списък на песните
1. The Face of Silence – 10:00
2. Empire of Frost – 12:48
3. Endless Cold Thoughts – 7:54
4. Winter Circle – 11:46